# Festival da Canção 2019
La cinquantatreesima edizione del Festival da Canção si è tenuta tra il 16 febbraio e il 2 marzo 2019 presso gli studi televisivi di Lisbona e la Portimão Arena di Portimão per selezionare il rappresentante del Portogallo all'Eurovision Song Contest 2019 di Tel Aviv.
Il vincitore è stato Conan Osíris con Telemóveis.

## Organizzazione
Dopo aver confermato la propria partecipazione all'Eurovision Song Contest 2019 il 17 settembre 2018, l'emittente Rádio e Televisão de Portugal (RTP) ha confermato l'organizzazione del Festival da Canção come metodo di selezione nazionale per il proprio rappresentante.
La selezione è stato articolata in due semifinali (presso gli studi televisivi di Lisbona) e una finale (presso la Portimão Arena di Portimão) con presentatori diversi per ogni show.

### Giuria
La giuria per le semifinali del Festival da Canção 2019 è stata composta da:
- Júlio Isidro, presentatore radiofonico e televisivo e presidente di giuria;
- Álvaro Costa, presentatore radiofonico e televisivo;
- Isaura Santos, cantante e compositrice;
- Maria João, cantante;
- Pedro Penim, attore e regista teatrale;
- Rita Redshoes, cantante;
- Selma Uamusse, cantante.

## Partecipanti
I 16 partecipanti al festival sono stati annunciati il 5 dicembre 2018: 14 di essi sono stati invitati direttamente dall'emittente, mentre Mariana Bragada è stata selezionata dal programma radiofonico MasterClass (andato in onda su Antena 1) e Filipe Keil è stato scelto dal pubblico portoghese.
Il 31 gennaio 2019 è stato annunciato il ritiro di Marlon e la sua sostituzione con João Couto.
| Artista         | Brano                       | Lingua     | Compositori                 |
| --------------- | --------------------------- | ---------- | --------------------------- |
| Ana Cláudia     | Inércia                     | Portoghese | Alex D'Alva, Ben Monteiro   |
| Calema          | A dois                      | Portoghese | Calema, Nelson Heleno       |
| Conan Osíris    | Telemóveis                  | Portoghese | Conan Osíris                |
| Dan Riverman    | Lava                        | Portoghese | Miguel Guedes               |
| Ela Limão       | Mais brilhante que mil sóis | Portoghese | Flak                        |
| Filipe Keil     | Hoje                        | Portoghese | Filipe Keil                 |
| João Campos     | É o que é                   | Portoghese | D.A.M.A, Francisco Clode    |
| João Couto      | O jantar                    | Portoghese | Pedro Pode                  |
| Marlon          | O jantar                    | Portoghese | Pedro Pode                  |
| Lara Laquiz     | O lugar                     | Portoghese | André Tentúgal              |
| Madrepaz        | Mundo a mudar               | Portoghese | Frankie Chavez, Pedro Puppe |
| Mariana Bragada | Mar doce                    | Portoghese | Mariana Bragada             |
| Mila Dores      | Debaixo do luar             | Portoghese | Rui Maia, Mila Dores        |
| Matay           | Perfeito                    | Portoghese | Tiago Machado, AC Firmino   |
| NBC             | Igual a ti                  | Portoghese | NBC                         |
| Soraia Tavares  | O meu sonho                 | Portoghese | Lura                        |
| Surma           | Pugna                       | Portoghese | Surma, Tiago Félix          |

## Semifinali

### Prima semifinale
La prima semifinale si è tenuta il 16 febbraio 2019 presso gli studi televisivi di RTP a Lisbona, ed è stata presentata da Sónia Araújo e Tânia Ribas de Oliveira.
| # | Artista        | Brano                       | Punteggio | Punteggio | Punteggio | Posizione |
| # | Artista        | Brano                       | Giuria    | Televoto  | Totale    | Posizione |
| - | -------------- | --------------------------- | --------- | --------- | --------- | --------- |
| 1 | Ana Cláudia    | Inércia                     | 8         | 5         | 13        | 4         |
| 2 | João Campos    | É o que é                   | 6         | 7         | 13        | 5         |
| 3 | Soraia Tavares | O meu sonho                 | 3         | 3         | 6         | 8         |
| 4 | Calema         | A dois                      | 10        | 8         | 18        | 3         |
| 5 | Conan Osíris   | Telemóveis                  | 7         | 12        | 19        | 2         |
| 6 | Ela Limão      | Mais brilhante que mil sóis | 5         | 6         | 11        | 6         |
| 7 | Filipe Keil    | Hoje                        | 4         | 4         | 8         | 7         |
| 8 | Matay          | Perfeito                    | 12        | 10        | 22        | 1         |

### Seconda semifinale
La seconda semifinale si è tenuta il 23 febbraio 2019 presso gli studi televisivi di RTP a Lisbona, ed è stata presentata da José Carlos Malato e Jorge Gabriel.
| # | Artista         | Brano           | Punteggio | Punteggio | Punteggio | Posizione |
| # | Artista         | Brano           | Giuria    | Televoto  | Totale    | Posizione |
| - | --------------- | --------------- | --------- | --------- | --------- | --------- |
| 1 | Lara Laquiz     | O lugar         | 3         | 3         | 6         | 8         |
| 2 | Dan Riverman    | Lava            | 7         | 8         | 15        | 5         |
| 3 | Mariana Bragada | Mar doce        | 8         | 7         | 15        | 4         |
| 4 | João Couto      | O jantar        | 5         | 5         | 10        | 6         |
| 5 | Madrepaz        | Mundo a mudar   | 6         | 10        | 16        | 3         |
| 6 | Surma           | Pugna           | 12        | 6         | 18        | 2         |
| 7 | Mila Dores      | Debaixo do luar | 4         | 4         | 8         | 7         |
| 8 | NBC             | Igual a ti      | 10        | 12        | 22        | 1         |

## Finale
La finale dell'evento si è tenuta il 2 marzo 2019 presso la Portimão Arena di Portimão, ed è stata presentata da Filomena Cautela e Vasco Palemirim.
Contrariamente rispetto alle semifinali, il voto della giuria è stato sostituito dai voti di 7 giurie regionali (Nord, Centro, Lisbona, Alentejo, Azzorre, Madera e Algarve).
| # | Artista         | Brano         | Punteggio | Punteggio | Punteggio | Posizione |
| # | Artista         | Brano         | Giurie    | Televoto  | Totale    | Posizione |
| - | --------------- | ------------- | --------- | --------- | --------- | --------- |
| 1 | Calema          | A dois        | 4         | 7         | 11        | 6         |
| 2 | Mariana Bragada | Mar doce      | 3         | 5         | 8         | 7         |
| 3 | Matay           | Perfeito      | 7         | 10        | 17        | 3         |
| 4 | Surma           | Pugna         | 8         | 4         | 12        | 5         |
| 5 | NBC             | Igual a ti    | 10        | 8         | 18        | 2         |
| 6 | Madrepaz        | Mundo a mudar | 7         | 6         | 13        | 4         |
| 7 | Conan Osíris    | Telemóveis    | 12        | 12        | 24        | 1         |
| 8 | Ana Cláudia     | Inércia       | 5         | 3         | 8         | 8         |

## All'Eurovision Song Contest
Il Portogallo si è esibito 15º nella prima semifinale, classificandosi 15º con 51 punti e non qualificandosi per la finale.

### Giuria e commentatori
La giuria portoghese per l'Eurovision Song Contest 2019 è stata composta da:
- Ana Lúcia Fernandes Paulo, manager e presidente di giuria;
- Helder Renato Teixeira Coutinho Lopes da Silva, compositore e produttore musicale;
- Ana Cláudia Lopes Gonçalves, cantante e musicista;
- Rúben Matay Leal De Sousa, cantante e intrattenitore;
- Paulo Azevedo Vaz Do Castelo, produttore radiofonico.

L'evento è stato trasmesso su RTP1 e RTP Internacional, con il commento di José Carlos Malato e Nuno Galopim. La portavoce dei voti della giuria nella finale è stata Inês Lopes Gonçalves.